# Microrregión de Barra
La microrregión de Barra es una de las  microrregiones del estado brasileño de la Bahia perteneciente a la mesorregión  Valle São-Franciscano da Bahia. Su población fue estimada en 2005 por el IBGE en 168.180 habitantes y está dividida en siete municipios. Posee un área total de 32.155,675 km².

## Municipios
População do Total 2011:
- Barra

60.817
- Buritirama

22.471
- Ibotirama

41.817
- Itaguaçu da Bahia

14.676
- Morpará

14.166
- Muquém de São Francisco

17.617
- Xique-Xique

50.271
- Datos: Q2596912